# Santuario della Madonna delle Grazie (Cerreto Sannita)

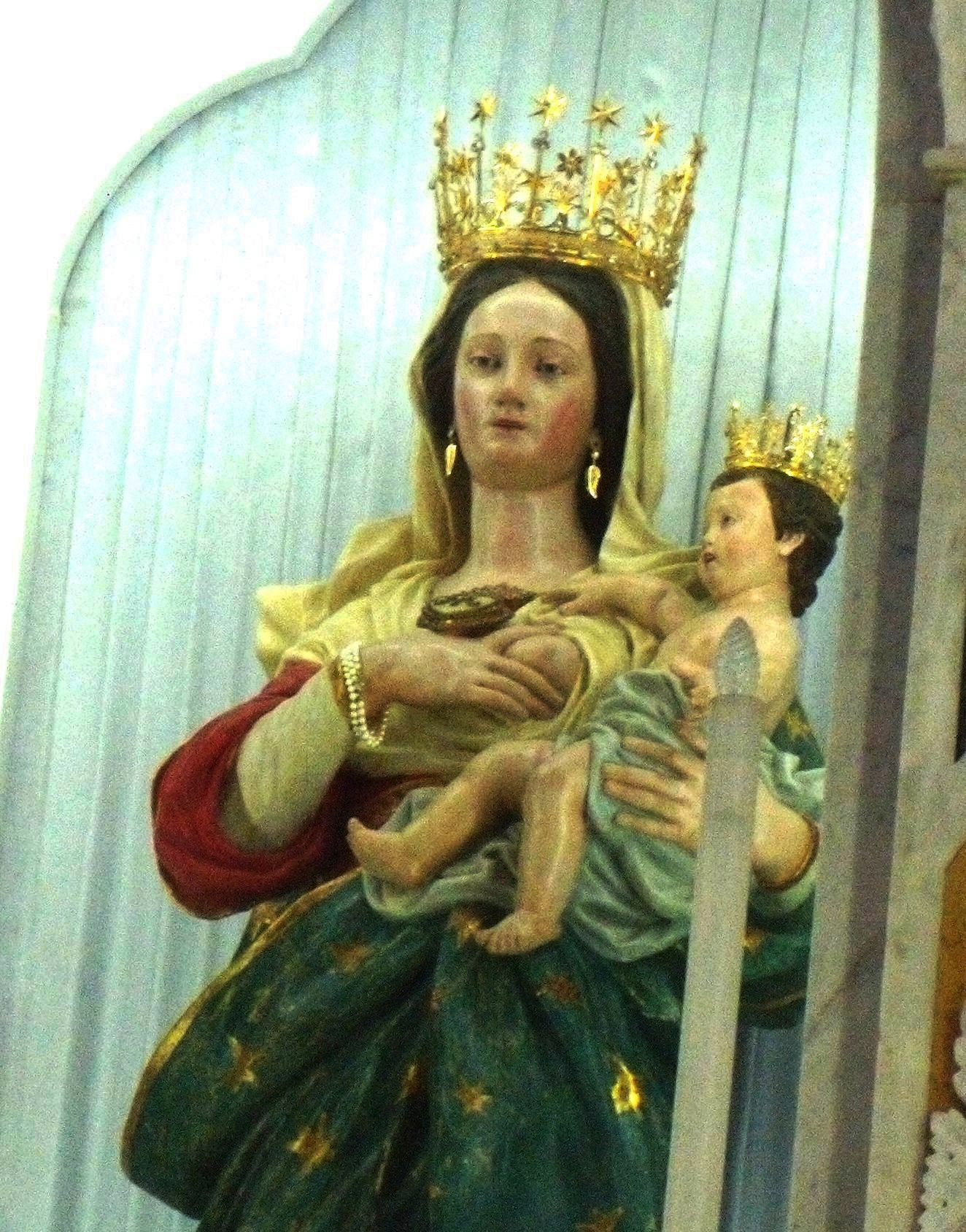
La statua della Madonna delle Grazie (1732).

Il santuario della Madonna delle Grazie è un complesso religioso mariano sito nel territorio comunale di Cerreto Sannita e costituito dalla chiesa, dal convento dei Cappuccini e dalla Casa del pellegrino, gestiti dai padri dell'Ordine dei frati minori cappuccini.

## Storia

### Dalla fondazione al terremoto del 1688
Nel 1583, su proposta dell'Universitas di Cerreto e con l'assenso del vescovo Cotugno, il ministro generale dei frati minori cappuccini fra Giammaria da Tusa, decise di aprire un convento nella cittadina affidandone la custodia ai frati della provincia religiosa di Napoli.
Il convento e la chiesa vennero costruiti su di un colle sito di fronte Cerreto antica, in un terreno del cerretese Claudio Mazzacane esteso sessantadue are circa ed adibito a vigneto. Il terreno, valutato 60 ducati, fu pagato dalla civica amministrazione nel 1587. La somma fu racimolata aumentando il dazio sulla carne, previo assenso del viceré di Napoli.
I lavori vennero appaltati ai mastri Scipione de Iannolo di Avellino e Fabrizio Rimaldo della Rocca di Lucera in base ad un contratto stipulato il 20 febbraio 1584. Il 5 aprile dello stesso anno avvenne, durante una solenne cerimonia, la posa della prima pietra alla presenza del vescovo mons. Cotugno, del ministro provinciale di Napoli frate Girolamo da Sorbo e del conte di Cerreto Marzio I Carafa.
La denominazione originaria del luogo sacro era quella di «Santa Maria della Grazia, Soccorritrice dei miseri» come riporta l'architrave del portale di ingresso alla chiesa. Successivamente questa denominazione è stata mutata in «Madonna delle Grazie».
La costruzione dell'edificio richiese diversi anni perché, a causa del suolo mobile e ineguale, si dovettero scavare larghe e profonde fondamenta sotto la direzione del frate fabbriciere Alonzo, spagnolo, che vigilava affinché la costruzione rispondesse alle norme edilizie dell'Ordine dei Cappuccini.
Oltre ai ventiduemila scudi donati dall'Universitas, numerosi cittadini effettuarono altre donazioni al fine di vedere terminato il più presto possibile il cantiere. Fra le numerose donazioni vanno ricordate quella di Dianora Vetulo e di Giovanni Verrilli che nel 1583 donarono a beneficio del costruendo convento rispettivamente 50 e 20 ducati. Altra donazione rilevante fu quella del vescovo mons. Cotugno che destinò ai cappuccini parte dei suoi beni paterni.
Nel 1610 il conte Diomede Carafa donò ai frati una polla d'acqua che sorgeva alle falde di monte Coppe. Il conte, inoltre, concesse numerosi altri benefici ai frati, sempre confermati dai suoi successori come il legname gratuito dai boschi della selva del Canale e dalla Defenza, vino, olio e neve.
Il terremoto del 5 giugno 1688 distrusse Cerreto antica e provocò ingenti danni al convento e alla chiesa.

### Dal 1688 ad oggi
I frati superstiti al sisma si allontanarono da Cerreto per alcuni mesi. Al loro ritorno vennero pregati di costruire il loro convento nel nuovo tessuto urbanistico di Cerreto Sannita, progettato da Giovanni Battista Manni, ma i frati decisero di adoperarsi per ricostruire il loro convento e la loro chiesa dove erano e come erano.
Nel 1689 nel convento fu ospitato, sia pure con grande disagio, il vescovo Giovanni Battista de Bellis mentre pochi anni dopo, nel 1693, il vescovo annotava che il convento era stato in parte rifatto. Solo nel 1696 il complesso risultò interamente ricostruito.
Nel 1712 i frati ricevettero in dono dalla Congregazione di Santa Maria di Costantinopoli la statua di San Felice da Cantalice, del valore di trentun ducati.
Nel 1724 il vescovo mons. Francesco Baccari annotò la presenza di sedici frati, alcuni dei quali studenti mentre nel 1726 avvenne la consacrazione ufficiale della chiesa, grazie all'impegno e alla dedizione del padre guardiano del convento.
Nel 1779 il convento subì un intervento radicale di rifacimento ad opera di mastro Francesco Lanza di San Potito. Venne demolito il chiostro ricostruendolo allo stesso livello delle celle e del corridoio, venne costruita una nuova scala e venne costruito altrove il lavatoio, il tutto per ottanta ducati.
Nel 1796 vennero censiti sei frati (quattro sacerdoti e due laici).
Durante l'occupazione francese e dopo l'unificazione italiana, a causa delle leggi che abrogarono gli ordini religiosi, il convento rischiò più volte la soppressione.
Alla fine del XIX secolo e agli inizi del secolo successivo la chiesa venne sottoposta ad importanti lavori di ampliamento e di abbellimento.

## La chiesa

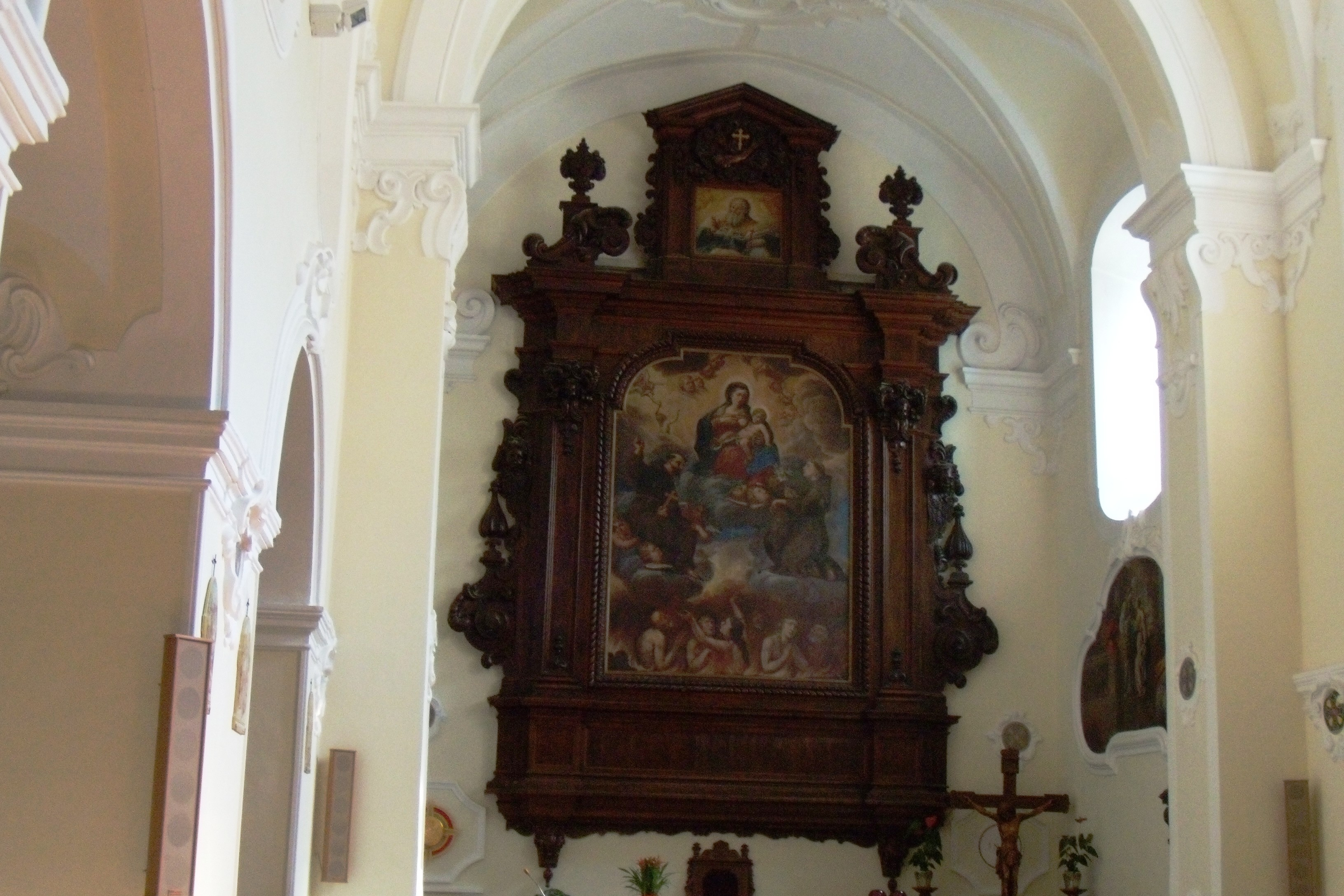
L'interno della chiesa con la pala d'altare intagliata e dipinta.

L'attuale facciata della chiesa, assieme al pronao, è stata aggiunta nel 1921 ad opera del giovane cerretese Emilio Mendillo che vi eseguì delle stuccature e due sculture raffiguranti San Francesco d'Assisi e Sant'Antonio di Padova con il Bambino.
Nel pronao è sita l'originaria porta di ingresso del XVI secolo, con l'incisione che recita "Santa Maria della Grazia" e con un affresco sovrastante raffigurante la Madonna fra due santi francescani, realizzato nel 1584 da Giovan Bernardino Lama.
La chiesa è di modeste dimensioni, ad unica navata.
Nella parete di fondo è sita una pala d'altare in legno, in stile barocco. Il dipinto incastonato al suo interno raffigura la Madonna che con il suo braccio sinistro regge il Bambino mentre con la sua mano destra si regge il seno, mentre si accinge ad allattare Gesù. A destra e a sinistra della Madonna due santi francescani inginocchiati si ergono fra diversi putti. In basso sono raffigurate le anime del purgatorio che pregano e che invocano i santi affinché preghino per loro. Alle pareti laterali del presbiterio sono site due tele a lunetta realizzate da Francesco Celebrano e raffiguranti la visita di Santa Elisabetta e la Presentazione al Tempio.
Nella prima cappella a sinistra sono site alcune sculture lignee di santi francescani. Subito dopo questa cappella, sempre a sinistra, c'è l'ingresso al Cappellone edificato nel 1892 su progetto del cerretese Emilio Gagliardi. Il cappellone, in stile neogotico, è ricoperto da una cupola affrescata da Umberto Albino, Alfonso Grassi e Francesco Barile. L'altare, in marmo, è ornato da sei grossi candelieri di ottone donati dalle donne di Cerreto.
Sull'altare del Cappellone è sita la scultura lignea della Madonna, raffigurata in piedi mentre con una mano tiene il Bambino e con un'altra regge il seno nell'atteggiamento di allattare Gesù. La statua, acquistata nel 1732 a Napoli dal padre guardiano, è stata incoronata nel 1893 e nel 1954. Dal 1964 è patrona della Diocesi.
In sacrestia è conservata una piccola pala in legno del 1709.

## Il convento
Il convento è costituita da due parti, una riservata al noviziato e una ai frati.
Nell'ambiente di ingresso del convento è sito un pannello in ceramica cerretese antica raffigurante Gesù crocifisso e datato 1724.
Nel refettorio sono site sei lunette dipinte della scuola del Solimene.
Nel convento viene redatto il periodico "La Voce del Santuario di Maria SS. delle Grazie" che viene stampato dal 1929.